# Janviéristes
Os Janviéristes, por vezes designados « Décideurs », foram os generais do exército argelino que decidiram, em 11 de janeiro de 1992, interromper o segundo turno eleitoral programado para 16 de janeiro. Este segundo turno teria permitido uma vitória esmagadora para o partido islamista, a Frente Islâmica de Salvação (FIS). Este partido conquistou 188 cadeiras no primeiro turno das eleições legislativas de 26 de dezembro de 1991. Uma decisão importante que será seguida por uma longa década sombria marcada pela violência armada dos islamistas que, frustrados de sua vitória, empreenderiam ações armadas com a formação de maquis.

## Composição
Essa paralisação do processo eleitoral foi realizada por uma estrutura não oficial, o “conclave do exército”. Reuniu-se secretamente no quartel-general das forças terrestres em Aïn Naâdja, todos os oficiais generais e superiores do Exército Nacional Popular (Armée nationale populaire, ANP). Em torno do Ministro da Defesa, estavam reunidas cerca de cinquenta pessoas, entre elas o Chefe do Estado Maior, o Diretor do Departamento de Inteligência e Segurança (Département du Renseignement et de la Sécurité, DRS), o diretor da contraespionagem, os diretores centrais do ministério bem como os chefes do seis regiões militares.
Dentre eles:
- Mohamed Mediène, conhecido como “Toufik”: general e chefe do DRS durante a interrupção do processo eleitoral, no cargo até setembro de 2015;[10]
- Khaled Nezzar: major-general e Ministro da Defesa, ingressou no Alto Conselho de Estado (Haut Comité d'État, HCE) em janeiro de 1992. Sua retirada da cena política remonta a 1994;
- Larbi Belkheir: major-general reformado e ministro do Interior em 1992, tornou-se diretor de gabinete do presidente Bouteflika. Faleceu em janeiro de 2010;
- Abdelmalek Guenaizia: general e Chefe do Estado-Maior, esteve na vanguarda;
- Mohamed Lamari: comandante-geral das forças terrestres em janeiro de 1992, foi promovido a major-general e nomeado chefe do Estado-Maior em 1993, em seguida, general do corpo do exército. Renunciou em 2004 e faleceu em fevereiro de 2012;
- Mohammed Touati: foi diretor do Ministério da Defesa e depois membro da Comissão de Diálogo Nacional. Major-general reformado, também foi conselheiro de Bouteflika para assuntos de segurança;
- Banabbès Gheziel: comandante da Gendarmerie, depois conselheiro militar de Bouteflika;
- Hacen Aït Abdesslam: major-general encarregado do Departamento de Fabricação Militar;
- Também o General Ahmed Bousteila.[10]

## Ações
Os chefes das forças armadas instaram firmemente os participantes a assinar um texto exigindo a renúncia do presidente da República Chadli Bendjedid "que busca por meio de sua política de compromisso com os islamistas enviar os oficiais do ANP para a aposentadoria" e justificaram o golpe com os seguintes argumentos:
1. A Frente Islâmica de Salvação (FIS) quer tomar o poder pela força;
2. Se a FIS chegasse ao poder, não respeitaria nem a constituição nem as leis e arruinaria o país política e economicamente;
3. É necessário garantir a ordem e restaurar a autoridade do Estado;
4. É urgente promover a decolagem econômica e lutar contra o desemprego.

O exército é apoiado em sua ação por partidos políticos seculares e democráticos. Os "janviéristes" adquiriram uma "nova legitimidade" ao se proclamarem "salvadores da Argélia", posando em nome da "defesa da democracia" como fiadores do "laicismo" contra a ameaça do "integralismo”. Aos olhos da sociedade e da opinião internacional, tornaram-se o “baluarte contra o fanatismo”. A paralisação do processo eleitoral tomou a forma de um verdadeiro golpe de Estado: dissolução da Assembleia Nacional; renúncia forçada do presidente Chadli Bendjedid em 12 de janeiro de 1992, prova da fragilidade de sua função (o exército o conduziu ao topo em 1979); prisão de todos os principais líderes islamistas e dissolução da Frente Islâmica de Salvação (FIS). As forças armadas apelam com urgência para Mohamed Boudiaf liderar o país, com a criação de um Alto Comitê de Estado presidido por Boudiaf (que será assassinado pouco mais de cinco meses após sua posse). Um longo período de terrorismo, em seguida, deverá abater-se sobre a Argélia e o estado de emergência será declarado em 9 de fevereiro de 1992. As forças armadas e o DRS, a partir de agora, tomariam as rédeas da situação.

## Reação
O golpe militar e o terrorismo do grupos armados islamistas abrem a mais grave crise da Argélia independente, que levará o país a uma violência indiscriminada conhecida como « décennie noire » (década negra) e que causou quase duzentos mil mortos, milhares de desaparecidos, um milhão de deslocados, dezenas de milhares de exilados e mais de vinte bilhões de dólares em danos.